# Mittelalterakademie
Die Mittelalterakademie wurde 2012 als Virtuelle Fachbibliothek für die Geschichtswissenschaften und Kulturgeschichte des Mittelalters gegründet. Die Zielsetzung ist, interessierten Laien und Wissenschaftlern ein Portal zur Information und zum Austausch über die Geschichte und Alltagskultur des Mittelalters im Bereich des heutigen Deutschland zu bieten.
Die Trägerschaft liegt bei einer freien Arbeitsgruppe von Fachwissenschaftlern aus den Gebieten Archäologie, Geschichte, Kulturwissenschaft und Kunstgeschichte.

## Informationsangebot
Das Portal versammelt Epochenübersichten und  Verknüpfungen zu öffentlichen wie gemeinnützigen Institutionen, die an der Erforschung des Mittelalters arbeiten. Darüber hinaus bietet das Portal Zugang zu einem breiten Spektrum an online zugänglichen Schriftquellen (meist Digitalisate) sowie zu Hilfsmitteln wie Onlinewörterbüchern, stummen Karten oder kostenloser Software.
Die „Frage des Tages“ greift historische Ereignisse mit aktuellem Tagesbezug auf oder räumt Vorurteile über das Alltagsleben im Mittelalter aus. Die Mitarbeit am Portal ist ehrenamtlich, registrierte Nutzer erhalten Zugang zu thematisch geordneten Übersichten über Geschichte und Alltagskultur.